# ホフマン脱離
ホフマン脱離（ホフマンだつり、英: Hofmann elimination）あるいはホフマン分解（ホフマンぶんかい、英: Hofmann degradation）とは第四級アンモニウム塩を塩基で処理することによって起こる脱離反応のことである。
1881年にアウグスト・ヴィルヘルム・フォン・ホフマンによって報告された。
ハロゲン化第四級アンモニウムを酸化銀と加熱すると、一旦水酸化第四級アンモニウムが生じた後、アルケンと第三級アミンが生成する反応である。
環状の第四級アンモニウム塩（例えばピペリジンの窒素原子をジメチル化したもの）にこの反応を行うと分子内に第三級アミンとアルケンを持つ化合物が生成する。
反応機構は、
{\displaystyle {\rm {R_{2}CH-CR_{2}-N^{+}R_{3}\cdot OH^{-}\longrightarrow R_{2}C^{-}-CR_{2}-N^{+}R_{3}+H_{2}O}}}
{\displaystyle {\rm {R_{2}C^{-}-CR_{2}-N^{+}R_{3}\longrightarrow R_{2}C=CR_{2}+NR_{3}}}}
というようにアンモニオ基のβ位からのプロトンの脱離が先行してカルバニオンが生成し、その後でアンモニオ基が脱離する2段階の機構(E1cB様E2機構)である。

ホフマン脱離の反応機構

E1機構では脱離基の脱離が先行してカルボカチオンが生成しその後でプロトンの脱離が起こり、E2機構ではプロトンと脱離基の脱離は協奏的に起こるが、これらと対比される。
脱離可能なβ位のプロトンが複数存在する場合にはホフマン則が成立し、最も置換基数の少ないアルケンが生成する傾向がある。
これは最初のカルバニオンの生成の段階において置換基の少ないカルバニオンの方が安定であるため生成しやすいからと考えられている。
ホフマン脱離はかつてはアルカロイドの構造決定に用いられていた。
アルカロイドの窒素原子をメチル化して第四級アンモニウム塩とした後、ホフマン脱離を行うと生成するアルケンから窒素原子に結合していたアルキル基のうちの1つを知ることができる。
生成した第三級アミンに対してさらにメチル化を行い、ホフマン脱離を繰り返せば窒素原子に結合していたアルキル基をすべて知ることができる。